# ピョートル大帝湾

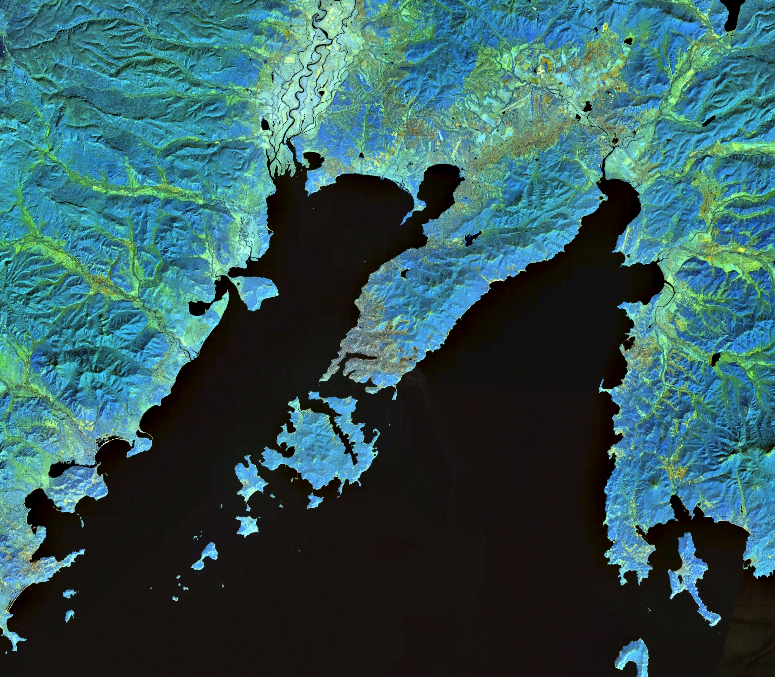
ピョートル大帝湾の衛星画像。中央にムラヴィヨフ半島が突き出し、その先端にウラジオストクがある。半島の南西にはルースキー島が浮かぶ。湾奥には綏芬河の三角州がある

ピョートル大帝湾（ピョートルたいていわん；ロシア語: Залив Петра Великогоザリーフ・ピトラー・ヴィリーカヴァ）は、日本海最大の湾。日本海の北西部、ロシア沿海地方の南部に位置する。湾の奥行きは80km、入口の幅は200kmほどで、中央のムラヴィヨフ半島とルースキー島などの島々が湾を東西（東のウスリー湾および西のアムール湾）に分けている。極東ロシアの港湾都市ウラジオストクはムラヴィヨフ半島の先端のアムール湾側（西側）にある。湾に注ぐ最大の河川は、中華人民共和国の黒竜江省から流れる綏芬河で、アムール湾の奥に河口と三角州がある。
湾内部には小さい入り江や半島が入り組み、海岸線の延長は1,500kmにおよぶ。代表的な入り江にはウラジオストク市内の金角湾（Золотой Рог）およびジオミード湾（Диомид）をはじめ、北朝鮮国境に近いポシェト湾、ナホトカ市のあるナホトカ湾、ストレロク湾、ヴォストーク湾などがある。湾内の島は、リムスキー＝コルサコフ諸島、イェフゲニー諸島など。最大の島ルースキー島はウラジオストク市街の沖にあり、東ボスポラス海峡で本土側と分かたれている。この海峡にはルースキー島連絡橋が建設されている。
湾のうち630平方kmほどは極東海洋国家保護区に指定されており、2003年にウラジオストク南側のボリショイ・ペリス島などの11の島の岬、半島、湾、入り江、ラグーンおよび一帯の針葉樹林と落葉樹林と周辺の海域はユネスコの生物圏保護区に指定された。島々にニホンジカ、シベリアノロジカ、キツネ、タヌキ、ネズミが生息しているほか、ウサギコウモリ、オオアブラコウモリなどのコウモリ、モンゴルヒキガエル、ニホンアマガエルなどのカエル、ヒバカリ、サラサナメラなどのヘビおよびゴマフアザラシも見られる。
湾内には砂浜や夏の別荘、キャンプ場などが多く、特にシャモラ湾は海浜リゾートとして人気が高い。また年に1回ピョートル大帝湾カップというレガッタも開催されるなどレジャーが盛ん。一方で軍港として古くから重要であり、海洋汚染の問題も抱える。
湾の南にあるウラジオストクは不凍港であるが、湾の北部一帯は冬季（12月から翌年3月頃）、薄い海氷に覆われる。
ロシア連邦政府は、通常の領海（海岸など領海基線から12海里）を超えて、湾全体を国際法上の内水とする「歴史的湾」と主張している。アメリカ合衆国はこれを認めておらず、それを示す「航行の自由作戦」の一環として、2018年12月5日に駆逐艦を接近させた。